# Okrajno sodišče v Slovenskih Konjicah
Okrajno sodišče v Slovenskih Konjicah je okrajno sodišče s sedežem v Slovenskih Konjicah in je organizacijska enota Okrožnega sodišča v Celju. Trenutna predsednica je Branka Doberšek Keršič. Drugostopenjsko sodišče je Višje sodišče v Celju.

## Pristojnosti in naloge okrajnih sodišč
Okrajna sodišča so prvostopenjska sodišča, ki so načeloma pristojna za obravnavanje:

- kaznivih dejanj, za katera najvišja zagrožena kazen ne presega treh let zapora,

- premoženjskih zadev, v katerih vrednost spornega zahtevka ne presega 20.000 EUR,

- sporov o zakonitem preživljanju, 

- zapuščinskih in nepravdnih zadev, 

- vodenje zemljiške knjige ter opravljanje izvršb.
V Sloveniji je 44 okrajnih sodišč.